# United Reservation Movement Council of Assam
United Reservation Movement Council of Assam är en politisk organisation i den indiska delstaten Assam. URMCA står Provisional Central Committee, Communist Party of India (Marxist-Leninist) nära. URMCA är aktivt i de bododominerade områdena i Assam, men representerar framförallt områdets adivasibefolkning. PCC, CPI(ML) och URMCA är motståndare till de bodonationalistiska rörelserna. URMCA har varit framträdande i kampen mot upprättandet av Bodo Territorial Council, något som man anser hota icke-bodos i området.
URMCA:s generalsekreterare är Mukut Singha Chutia.
I de tre senaste Lok Sabha-valen har URMCA:s kandidater kommit på andraplats, och varit de främsta utmanarna till All Bodo Students Union-kandidaten som vunnit.
Resultat i Lok Sabha-valet i valkretsen Kokrajhar:
- 2004: 205 491 röster (21,25%)
- 1999: 246 942 röster (27,75%)
- 1998: 151 543 röster (20,07%)

Resultat i Lok Sabha-valet 1991 i Assam: 9 kandidater, 170 376 röster
Delstatsval i Assam:
- 2001: 7 kandidater, 16 901 röster
- 1996: 9 kandidater, 15 131 röster
- 1991: 55 kandidater, 109 578 röster